# Lyduokiai
Lyduokiai (ryska: Лидуокяй) är en ort i Litauen. Den ligger i den centrala delen av landet, 70 km norr om huvudstaden Vilnius. Lyduokiai ligger 127 meter över havet och antalet invånare är 169.
Terrängen runt Lyduokiai är platt. Runt Lyduokiai är det ganska glesbefolkat, med 35 invånare per kvadratkilometer. Närmaste större samhälle är Ukmergė, 12,8 km väster om Lyduokiai. Trakten runt Lyduokiai består till största delen av jordbruksmark.